# Liste des cols de l'Aude
Le département de l'Aude comporte de nombreuses plaines et vallées, mais n'en est pas moins un territoire abrupt constitué de montagnes notamment dans les Corbières (pré-Pyrénées), dans la montagne Noire (Massif central) et en haute vallée de l'Aude (Pyrénées).
Le tableau ci-dessous présente de façon non exhaustive la liste des cols de l'Aude.
| Nom                             | Tri par nom    | Altitude (en mètres) | Type    | Entre                     | Et                                  |
| ------------------------------- | -------------- | -------------------- | ------- | ------------------------- | ----------------------------------- |
| Col d'Abrial                    | Abrial         | 882                  | sentier | Laprade                   | Laprade                             |
| Col d'Agajos                    | Agajos         | 698                  | routier | Saint-Martin-Lys          | Quirbajou                           |
| Col d'Al Bouich                 | Al Bouich      | 679                  | sentier | Arques                    | Rennes-les-Bains                    |
| Col d'Al Pastre                 | Al Pastre      | 662                  | sentier | Serres                    | Rennes-les-Bains                    |
| Col de l'Alaric ou Fer à Cheval | Alaric         | 317                  | routier | Capendu                   | Montlaur                            |
| Col d'Arquettes                 | Arquettes      | 427                  | routier | Arquettes-en-Val          | Fajac-en-Val                        |
| Col de la Babourade             | Babourade      | 655                  | routier | Puivert                   | Bélesta (Ariège)                    |
| Col du Bac                      | Bac            | 620                  | routier | Chalabre                  | Ajac                                |
| Col de Balar                    | Balar          | 763                  | sentier | Saint-Julia-de-Bec        | Saint-Julia-de-Bec                  |
| Col du Bancarel                 | Bancarel       | 496                  | routier | Camps-sur-l'Agly          | Cubières-sur-Cinoble                |
| Col del Bedau                   | Bedau          | 773                  | sentier | Bugarach                  | Caudiès-de-Fenouillèdes             |
| Col de Bedos                    | Bedos          | 485                  | routier | Félines-Termenès          | Laroque-de-Fa                       |
| Col de Belcastel                | Belcastel      | 730                  | routier | Missègre                  | Belcastel-et-Buc                    |
| Col de la Bezole                | Bezole         | 409                  | routier | Castelreng                | Villelongue-d'Aude                  |
| Col de Bordère                  | Bordère        | 371                  | routier | Alaigne                   | Bellegarde-du-Razès                 |
| Col de Bouisse                  | Bouisse        |                      | routier | Montjoi                   | Villardebelle                       |
| Col de Campérié                 | Campérié       | 511                  | routier | Axat                      | Puilaurens                          |
| Col de Canteloup                | Canteloup      | 243                  | routier | Embres-et-Castelmaure     | Villeneuve-les-Corbières            |
| Col de la Cascagne              | Cascagne       | 623                  | routier | Laroque-de-Fa             | Massac                              |
| Col de Casse-Crabides           | Casse-Crabides | 1 088                | sentier | Quirbajou                 | Coudons                             |
| Col de Castels                  | Castels        | 321                  | routier | Villefloure               | Palaja                              |
| Col de Cazals                   | Cazals         | 323                  | routier | Villefloure               | Palaja                              |
| Col de Cedeillan                | Cedeillan      | 594                  | routier | Massac                    | Soulatgé                            |
| Col du Chandelier               | Chandelier     | 854                  | routier | Puivert                   |                                     |
| Col de Coudons                  | Coudons        | 883                  | routier | Coudons                   | Espezel                             |
| Col de Couisse                  | Couisse        | 507                  | routier | Davejean                  | Tuchan                              |
| Col de la Croix-Dessus          | Croix-Dessus   | 403                  | routier | Duilhac-sous-Peyrepertuse | Rouffiac-des-Corbières              |
| Col de Dent                     | Dent           | 1 232                | routier | Artigues                  | Bessède-de-Sault                    |
| Col de Dieudé                   | Dieudé         | 545                  | routier | Saint-Couat-du-Razès      | Saint-Benoît                        |
| Col de l'Épinac                 | Épinac         | 542                  | routier | La Bezole                 | Saint-Benoît                        |
| Col de l'Espinas                | Espinas        | 681                  | routier | Véraza                    | Valmigère                           |
| Col d'Extrême                   | Extrême        | 251                  | routier | Villeneuve-les-Corbières  | Tuchan                              |
| Col de la Fage                  | Fage           | 731                  | routier | Sougraigne                | Fourtou                             |
| Col de Ferréol                  | Ferréol        | 428                  | routier | Palairac                  | Maisons                             |
| Col de Festes                   | Festes         | 677                  | routier | Festes-et-Saint-André     | Puivert                             |
| Col de Feuilla                  | Feuilla        | 250                  | routier | Fraissé-des-Corbières     | Feuilla                             |
| Col de la Flotte                | Flotte         | 521                  | routier | Courtauly                 | Sonnac-sur-l'Hers                   |
| Col des Fourches                | Fourches       | 540                  | routier | Laroque-de-Fa             | Mouthoumet                          |
| Col du Garabeil                 | Garabeil       | 1 256                | routier | Escouloubre               | Le Bousquet                         |
| Col de Gardie                   | Gardie         | 265                  | routier | Gardie                    | Saint-Hilaire (Aude)                |
| Col de la Garouillière          | Garouillière   | 557                  | routier | Clermont-sur-Lauquet      | Labastide-en-Val                    |
| Col de la Gineste               | Gineste        | 416                  | routier | Palairac                  | Quintillan                          |
| Col de Grès                     | Grès           | 406                  | routier | Duilhac-sous-Peyrepertuse | Rouffiac-des-Corbières              |
| Col de l'Homme Mort             | Homme Mort     | 765                  | routier | Bouisse                   | Villardebelle                       |
| Col de l'Ière                   | Ière           | 354                  | sentier | Embres-et-Castelmaure     | Tuchan                              |
| Col de Jau                      | Jau            | 1 506                | routier | Counozouls                | Mosset (Pyrénées-Orientales)        |
| Col des Jouys                   | Jouys          | 729                  | sentier | Pradelles-Cabardès        | Cabrespine                          |
| Col de Labau                    | Labau          | 504                  | sentier | Belvianes-et-Cavirac      | Saint-Julia-de-Bec                  |
| Col de Larjalet                 | Larjalet       | 551                  | routier | Saint-Julia-de-Bec        | Saint-Just-et-le-Bézu               |
| Col de l'Auzine                 | Auzine         | 356                  | routier | Cucugnan                  | Maury (Pyrénées-Orientales)         |
| Col des Liges (ou Lièges)       | Liges          | 406                  | routier | Davejean                  | Félines-Termenès                    |
| Col du Linas                    | Linas          | 667                  | routier | Camps-sur-l'Agly          | Bugarach                            |
| Col du Loup                     | Loup           | 287                  | routier | Pieusse                   | Saint-Hilaire                       |
| Col de la Louviéro              | Louviéro       | 599                  | routier | Lairière                  | Caunette-sur-Lauquet                |
| Col de la Malepère              | Malepère       | 419                  | routier | Lavalette                 | Montclar                            |
| Col de Mandourelle              | Mandourelle    | 162                  | routier | Fraissé-des-Corbières     | Villesèque-des-Corbières            |
| Grau de Maury                   | Maury          | 432                  | routier | Cucugnan                  | Maury (Pyrénées-Orientales)         |
| Col du Moulin à Vent            | Moulin à Vent  | 600                  | routier | Villardebelle             | Caunette-sur-Lauquet                |
| Col des Moulis                  | Moulis         | 1 099                | routier | Escouloubre               | Escouloubre-les-Bains               |
| Col de Nadieu                   | Nadieu         | 1 055                | routier | Artigues                  | Le Clat                             |
| Col de Naurouze                 | Naurouze       | 194                  | routier | Labastide-d'Anjou         | Avignonet-Lauragais                 |
| Col Notre-Dame                  | Notre-Dame     | 958                  | routier | Rodome                    | Bessède-de-Sault                    |
| Col de Parade                   | Parade         | 338                  | routier | Cucugnan                  | Padern                              |
| Col du Paradis                  | Paradis        | 627                  | routier | Arques                    | Albières                            |
| Col de Péchines                 | Péchines       | 890                  | sentier | Camps-sur-l'Agly          | Caudiès-de-Fenouillèdes             |
| Col de la Peira Dreita          | Peira Dreita   | 243                  | routier | Fraissé-des-Corbières     | Opoul-Périllos(Pyrénées-Orientales) |
| Col de Péreille                 | Péreille       | 245                  | routier | Roquefort-des-Corbières   | Fraissé-des-Corbières               |
| Col de la Portanelle            | Portanelle     | 171                  | routier | Montbrun-des-Corbières    | Conilhac-Corbières                  |
| Col du Portel                   | Portel         | 601                  | routier | Ginoles                   | Coudons                             |
| Col du Poteau                   | Poteau         | 411                  | routier | Arquettes-en-Val          | Palaja                              |
| Col de la Prade                 | Prade          | 774                  | routier | Pradelles-Cabardès        | Cabrespine                          |
| Col du Pradel                   | Pradel         | 1 673                | routier | Ax-les-Thermes (Ariège)   | Niort-de-Sault                      |
| Col du Prat                     | Prat           | 455                  | routier | Maisons                   | Davejean                            |
| Col du Pré                      | Pré            | 142                  |         | Fitou                     | Treilles                            |
| Col de Quirhaut                 | Quirhaut       | 969                  | sentier | Belvis                    | Quirbajou                           |
| Col de la Redoulade             | Redoulade      | 752                  | routier | Auriac                    | Soulatgé                            |
| Col de la Sagette               | Sagette        | 575                  |         |                           |                                     |
| Col de Saint-André              | Saint-André    | 360                  | sentier | Pieusse                   | Saint-Hilaire                       |
| Col de Saint-Benoît             | Saint-Benoît   | 614                  | routier | Chalabre                  | Saint-Benoît                        |
| Pas de Sainte-Eugénie           | Sainte-Eugénie | 245                  |         |                           |                                     |
| Col de Saint-Louis              | Saint-Louis    | 696                  | routier | Quillan                   | Caudiès-de-Fenouillèdes             |
| Col de Saint-Martin             | Saint-Martin   | 492                  | routier | Davejean                  | Laroque-de-Fa                       |
| Col de Saint-Martin             | Saint-Martin   | 953                  | sentier | Saint-Martin-Lys          | Saint-Martin-Lys                    |
| Col de Saint-Pierre             | Saint-Pierre   | 482                  |         | Villelongue-d'Aude        | Peyrefitte-du-Razès                 |
| Col de Salettes                 | Salettes       | 886                  | routier | Caunes-Minervois          | Saint-Pons-de-Thomières (Hérault)   |
| Col de Samson                   | Samson         | 317                  |         | Villeneuve-la-Comptal     | Salles-sur-l'Hers                   |
| Col de Sant Prim                | Sant Prim      | 916                  |         |                           |                                     |
| Col des Sept Frères             | Sept Frères    | 1 253                | routier | Belcaire                  | Camurac                             |
| Col de Souil                    | Souil          | 267                  | routier | Roquefort-des-Corbières   | Fraissé-des-Corbières               |
| Col de Taurize                  | Taurize        | 498                  | routier | Villar-en-Val             | Ladern-sur-Lauquet                  |
| Col de Termes                   | Termes         | 515                  | routier | Laroque-de-Fa             | Termes                              |
| Col des Tiplies                 | Tiplies        | 663                  |         |                           |                                     |
| Col des Tougnets                | Tougnets       | 557                  | routier | Espéraza                  | Chalabre                            |
| Col du Traouc                   | Traouc         | 1 135                | sentier | Belcaire                  |                                     |
| Col du Triby                    | Triby          | 344                  |         | Duilhac-sous-Peyrepertuse | Cucugnan                            |
| Col de Valmigère                | Valmigère      | 705                  |         | Valmigère                 | Arques                              |
| Col du Villa                    | Villa          | 470                  |         | Bouriège                  | Castelreng                          |
| Col de Villerouge               | Villerouge     | 404                  | routier | Talairan                  | Villerouge-Termenès                 |